# 徐秋夫
徐秋夫（？—？），东莞郡姑幕县（今山东省诸城市）人，六朝官员。

## 生平
徐秋夫传习父亲徐熙的医术，更加的精通，官至射阳县县令。有天晚上徐秋夫听见鬼在呻吟，声音非常凄苦。徐秋夫问道：“你是鬼，需要什么？”鬼说：“我姓斛斯氏，家住在东阳县，患腰痛病死为鬼，虽然是鬼，还是疼痛不能忍受，听说你医术很好，希望你救救我。”徐秋夫说：“你是鬼，没有形状，怎么给你治疗？”鬼说：“你只要扎个草人，按着穴位用针就可以。”徐秋夫按着鬼说的，扎好草人，在四个穴位用了针，又在肩井的三个穴位用了针，设置祭祀后把草人埋了。第二天，徐秋夫见到一个人来道谢说：“承蒙你为我治病，又为我设祭，除病解饥，你对我的恩惠太多了！”说完，忽然不见踪影。与徐秋夫同时代的人都佩服他能通鬼神。

## 家庭

### 父亲
- 徐熙，晋朝濮阳郡太守

### 儿子
- 徐道度，刘宋兰陵郡太守
- 徐叔向，刘宋大将军参军